# Seznam kódů leteckých společností IATA
Toto je seznam kódů leteckých společností IATA (anglicky IATA airline designator), představujících vždy dva znaky podle IATA, které označují jednotlivé letecké společnosti. 

## 0
- 0A: Amber Air
- 0D: Darwin Airline
- 0J: Jetclub
- 0S: SpiceJet

## 1
- 1A: Amadeus Global Travel Distribution
- 1B: Abacus International
- 1C: Electronic Data Systems
- 1D: Radixx Solutions International
- 1E: Travelsky Technology
- 1F: INFINI Travel Information
- 1G: Galileo International
- 1H: Siren-Travel
- 1I: Deutsche Rettungsflugwacht (Civil Air Ambulance, )
- 1I: Netjets Aviation
- 1I: Novair
- 1I: Pegasus Hava Tasimaciligi
- 1I: Sierra Nevada Airlines
- 1I: Sky Trek International Airlines
- 1J: Axess international
- 1K: Southern Cross Distribution
- 1K: Sutra
- 1L: Open Skies
- 1M: JSC Transport Automated Information Systems (TAIS)
- 1N: Navitaire
- 1P: WorldSpan
- 1Q: Sirena
- 1R: Hainan Phoenix Information Systems
- 1S: Sabre
- 1T: Bulgarian Air Charter
- 1U: Polyot Sirena
- 1V: Galileo International
- 1Y: Electronic Data Systems
- 1Z: Sabre Pacific

## 2
- 2A: Deutsche Bahn
- 2C: SNCF
- 2D: Aero VIP
- 2F: Frontier Flying Service
- 2G: San Juan Airlines
- 2H: Thalys
- 2I: Star Up
- 2J: Air Burkina
- 2K: Aerogal
- 2L: Helvetic Airways
- 2M: Moldavian Airlines
- 2N: Yuzmashavia
- 2O: Air Salone
- 2P: Air Philippines
- 2R: VIA Rail Canada
- 2S: Island Express
- 2T: Haïti Ambassador Airlines
- 2U: Sun d’Or International Airlines
- 2V: Amtrak
- 2W: Welcome Air

## 3
- 3B: Central Connect Airlines
- 3J: Zip
- 3K: Jetstar Asia
- 3Q: China Yunnan Airlines

## 4
- 4A: Air Kiribati
- 4D: Air Sinai
- 4G: Shenzhen Airlines
- 4K: Askari Aviation Pvt Limited
- 4L: Air Astana
- 4R: Hamburg International
- 4U: Germanwings
- 4Z: Airlink

## 5
- 5C: CAL Cargo Air Lines
- 5D: V-Bird Airlines
- 5G: Skyservice Airlines
- 5J: Cebu Pacific
- 5L: Aerosur
- 5P: Skyeurope Airlines
- 5R: Karthago Airlines
- 5T: Canadian North
- 5W: Astraeus
- 5X: United Parcel Service
- 5Y: Atlas Air

## 6
- 6B: TUIfly Nordic
- 6G: Air Wales
- 6H: Israir
- 6P: Club Air (ITA)
- 6U: Air Ukraine
- 6V: Air Vegas
- 6W: Saravia
- 6Z : Panavia, S.A.
- 6Z : Ukrainian Cargo Airways
- 6D : Travel Service

## 7
- 7B: Atlant-Sojuz Airlines
- 7D: DONBASSAERO (Ukraine)
- 7F: First Air
- 7K: Kogalymavia Air Company
- 7L: Aer Caribbean

## 8
- 8A: Atlas Blue
- 8B: Caribbean Star Airlines
- 8C: Air Horizon (Togo)
- 8C: Air Transport International
- 8D: Astair
- 8D: Expo Aviation
- 8D: Servant Air
- 8E: Bering Air
- 8F: Fischer Air
- 8G: Angel Airlines (Thailand)
- 8H: Heli France
- 8I: Myway Airlines
- 8J: Komiinteravia
- 8L: Cargo Plus Aviation
- 8L: Redhill Aviation
- 8M: Maxair
- 8M: Myanmar Airways International
- 8N: Nordkalottflyg AB
- 8O: West Coast Air
- 8P: Pacific Coastal Airlines
- 8Q: Baker Aviation
- 8Q: Onur Air Tasimacilik
- 8R: Edelweiss Air
- 8R: Transporte Aereo Regional do Interior Paulista
- 8S: Scorpio Aviation
- 8T: Air Tindi
- 8U: Afriqiyah Airways
- 8V: Wright Air Service
- 8W: BAX Global
- 8Y: Air Burundi
- 8Z: Wizz Air Bulgaria

## 9
- 9D: Perm Airlines
- 9E: Pinnacle Airlines
- 9I: Thai Sky Airlines
- 9Q: PB Air
- 9R: Phuket Air
- 9U: Air Moldova
- 9W: Jet Airways

## A
- A2: Cielos del Peru
- A3: Aegean Airways
- A4: Southern Winds
- A5: Airlinair
- A6: Air Alps Aviation
- A7: Air Comet
- A8: Benin Golf Air
- A9: Airzena Georgian Airlines
- AA: American Airlines
- AB: Air Berlin
- AC: Air Canada
- AD: Air Paradise
- AE: Mandarin Airlines
- AF: Air France
- AG: Air Contractors
- AH: Air Algerie
- AI: Air India
- AJ: Aero Contractors Company of Nigeria
- AK: Air Asia
- AL: Skyway Airlines/Midwest Connect
- AL: Transaviaexport Cargo Airline
- AM: Aeroméxico/Aerovias de Mexico
- AN: Ansett Australia
- AO: Trans Australia Airlines
- AP: Air One
- AQ: Aloha Airlines
- AR: Aerolíneas Argentinas
- AS: Alaska Airlines
- AT: Royal Air Maroc
- AU: Austral Lineas Aereas-Cielos del Sur
- AV: Avianca
- AW: Dirgantara Air Services
- AW: Schreiner Airways
- AX: Trans States Airlines
- AY: Finnair
- AZ: Alitalia

## B
- B2: Belavia
- B3: Bellview Airlines
- B4: B.A.C.H. Flugbetriebs
- B4: Bankair
- B5: Amadeus Flugdienst
- B6: jetBlue Airways
- B7: UNI Airways
- B8: Eritrean Airways
- B9: Air Bangladesh
- B9: Iranair Tours
- BA: British Airways
- BB: Seaborne Airlines
- BC: Skymark Airlines
- BD: bmi
- BE: Flybe
- BF: Aero-Service
- BF: Bluebird Cargo
- BG: Biman Bangladesh Airlines
- BH: Hawkair Aviation Services
- BI: Royal Brunei Airlines
- BJ: Nouvelair Tunisia
- BK: Potomac Air
- BL: Pacific Airlines
- BM: Air Sicilia
- BM: Bayu Indonesia Air
- BN: Braniff International Airways
- BN: Forward Air International Airlines
- BN: Horizon Airlines (Australia)
- BO: Bouraq Indonesia Airlines
- BP: Air Botswana
- BQ: Aeromar Airlines
- BR: EVA Airways
- BS: British International Helicopters
- BT: AirBaltic
- BU: Braathens
- BV: Blue Panorama Airlines
- BW: British West Indian Airways
- BX: Coast Air
- BY: Thomsonfly
- BZ: Blue Dart Aviation
- BZ: Keystone Air Service

## C
- C0: Centralwings
- C2: Air Luxor
- C3: Independent Carrier
- C4: Zimex Aviation Limited
- C5: Champlain Enterprises
- C6: CanJet
- C7: Rico Linhas Aereas
- C8: Chicago Express Airlines
- C9: Cirrus Airlines
- CA: Air China
- CB: Suckling Airways
- CC: Air Atlanta Icelandic
- CC: Macair Airlines
- CD: Alliance Air
- CE: Nationwide Airlines
- CF: City Airline
- CG: Airlines of Paupa New Guinea
- CH: Bermidji Airlines
- CI: China Airlines (ROC
- CJ: China Northern Airlines
- CK: China Cargo Airlines
- CL: Lufthansa CityLine
- CM: Compañia Panameña de Aviacion
- CN: Islands Nationair
- CN: Westward Airways
- CO: Continental Airlines
- CP: Canadian Airlines
- CP: Canadian Pacific Airlines
- CQ: Sunshine Express Airlines
- CR: OAG Worldwide
- CS: Continental Micronesia
- CU: Cubana
- CV: Cargolux Airlines International
- CW: Air Marshall Islands
- CX: Cathay Pacific
- CY: Cyprus Airways
- CZ: China Southern Airlines

## D
- D0: DHL Air Limited
- D2: Damania Airways
- D3: Daallo Airlines
- D5: Nepc Airlines
- D6: Inter Air
- D7: Dinar Lineas Aereas
- D8: Diamond Sakha Airlines
- D9: Donavia
- DA: Air Georgia
- DB: Brit Air
- DC: Golden Air
- DD: Conti-Flug
- DD: Nok Air
- DE: Condor Airlines
- DG: Eastern Pacific
- DH: Independence Air
- DI: dba
- DJ: Virgin Blue/Pacific Blue/Polynesian Blue
- DK: Eastland Air
- DL: Delta Air Lines
- DM: Maersk
- DN: Air Deccan
- DO: Dominicana
- DP: First Choice Airways
- DQ: Coastal Air Transport
- DR: Hyères Aero Services
- DS: Air Senegal
- DT: TAAG Air Angola
- DU: Hemus Air
- DV: Nantucket Airlines
- DW: Helicopter Shuttle
- DX: Danish Air Transport
- DY: Norwegian Air Shuttle
- DZ: Air Metro North

## E
- E0: Eos Airlines
- E2: Edelweiss Holdings
- E3: Domodedovo Airlines
- E4: Aero Asia International
- E5: Samara Airlines
- E7: Estafeta Carga Aerea
- E7: European Aviation Air
- E8: ALPI Eagles S.p.A.
- E9: Boston-Maine Airways
- EA: European Air Express
- EC: Avialeasing Aviation
- ED: AirExplore
- EE: Aero Airlines
- EF: Far Eastern Air Transport
- EG: Japan Asia Airways
- EH: SAETA
- EI: Aer Lingus
- EJ: New England Airlines
- EK: Emirates
- EL: Air Nippon
- EM: Aero Benin
- EM: Empire Airlines
- EN: Air Dolomiti
- EO: Express One International
- EO: Hewa Bora Airways
- EP: Iran Aseman Airlines
- EQ: TAME
- ER: Astar Air Cargo
- ES: DHL International
- ET: Ethiopian Airlines
- EU: Ecuatoriana
- EV: Atlantic Southeast Airlines
- EW: Eurowings
- EX: Air Santo Domingo
- EY: Eagle Air
- EY: Etihad Airways
- EZ: Evergreen International Airlines
- EZ: Sun Air of Scandinavia

## F
- F9: Frontier Airlines
- FB: Bulgaria Air
- FC: Finncomm Airlines
- FD: Thai AirAsia
- FG: Ariana Afghan Airlines
- FI: Icelandair
- FJ: Air Pacific
- FL: AirTran Airways
- FM: Shanghai Airlines
- FQ: Thomas Cook Airlines
- FR: Centre-South
- FR: Ryanair
- FV: Rossija
- FW: Fairinc
- FX: Fedex

## G
- G0: Ghana International Airlines
- G4: Allegiant Air
- G5: Enkor
- G9: Air Arabia
- G9: Gol
- GA: Garuda Indonesia
- GB: ABX Air
- GC: Gambia International Airlines
- GE: TransAsia Airways
- GF: Gulf Air
- GH: Ghana Airways
- GM: Air Slovakia
- GN: Air Gabon
- GQ: Big Sky Airlines
- GR: Aurigny Air Services
- GT: GB Airways
- GW: Kuban Airlines

## H
- H2: Sky Airline
- H5: Magadan Airlines
- H8: Dalavia
- HA: Hawaiian Airlines
- HE: Luftfahrtgesellschaft Walter
- HF: Hapagfly
- HG: Niki
- HM: Air Seychelles
- HP: America West Airlines
- HR: Hahn Air
- HU: Hainan Airlines
- HV: Transavia.com
- HY: Uzbekistan Airways

## I
- IB: Iberia Airlines
- IC: Indian Airlines
- IG: Meridiana
- IN: Macedonian Airlines
- IR: Iran Air
- IT: Kingfisher Airlines
- IW: AOM French Airlines
- IY: Yemenia (Yemen Airways)
- IZ: Arkia Israel Airlines

## J
- J2: Azal Azerbaijan Airlines
- J7: Centre-Avia
- JB: HeliJet
- JD: Japan Airlines Domestic
- JJ: TAM Linhas Aéreas
- JK: Spanair
- JL: Japan Airlines International
- JM: Air Jamaica
- JO: JALways
- JP: Adria Airways
- JQ: JetStar
- JS: Air Koryo
- JT: Lion Air
- JU: Jat Airways
- JW: Arrow Cargo

## K
- K2: EuroLOT
- KA: Dragonair
- KB: Druk Air
- KE: Korean Air
- KF: Air Botnia Blue1
- KL: KLM Royal Dutch Airlines
- KM: Air Malta
- KQ: Kenya Airways
- KU: Kuwait Airways
- KV: Kavminvodyavia
- KW: Kelowna Flightcraft
- KX: Cayman Airways
- KZ: Nippon Cargo Airlines

## L
- L1: Lufthansa Systems
- L4: Lauda
- L6: Tbilaviamsheni
- LA: Lan Chile
- LB: Lloyd Aereo Boliviano
- LD: Air Hong Kong
- LG: Luxair
- LH: Lufthansa
- LJ: Sierra National Airlines
- LK: Air Luxor
- LL: Lineas Aeras Allegro
- LN: Libyan Arab Airlines
- LO: LOT Polish Airlines
- LP: LAN Peru
- LR: Lacsa/TACA
- LS: Jet2.com Ltd.
- LT: LTU International Airways
- LV: Albanian Airlines
- LX: Swiss International Air Lines
- LY: El Al
- LZ: Belle Air

## M
- M5 : Kenmore Air
- MA: Malév
- MB: MNG Cargo Airlines
- MD: Air Madagascar
- ME: Middle East Airlines
- MG: MGM Grand Air
- MH: Malaysia Airlines
- MI: Silkair
- MK: Air Mauritius Ltd
- MM: SAM
- MN: Kulula (South Africa)
- MP: Martinair Holland
- MR: Air Mauritania
- MS: Egypt Air
- MT: Thomas Cook Airlines
- MU: China Eastern Airlines
- MV: Armenian International Airways
- MX: Mexicana de Aviación
- MY: MAXjet
- MZ: Merpati Nusantara Airlines

## N
- N3: Omskavia
- N8: CR Airways
- NB: Sterling Airlines
- NE: SkyEurope Airlines
- NG: Lauda Air
- NH: All Nippon Airways
- NI: Portugalia
- NK: Spirit Airlines
- NL: Shaheen
- NQ: Air Japan
- NV: Air Central
- NW: Northwest Airlines
- NX: Air Macau
- NZ: Air New Zealand

## O
- O7: OzJet
- OA: Olympic Airlines
- OB: Astrahan Airlines
- OH: Comair
- OK: České aerolinie
- OM: MIAT-Mongolian Airlines
- OO: SkyWest
- OR: Arkefly
- OS: Austrian Airlines
- OU: Croatia Airlines
- OV: Estonian Air
- OW: Executive Airlines
- OX: Orient Thai Airlines
- OZ: Asiana Airlines
- OZ: Ozark Airlines

## P
- P2: UTair
- P5: AeroRepublica
- P7: EastLine
- PA: Pan Am
- PE: Air Europe SPA
- PI: Piedmont Airlines
- PG: Bangkok Airways
- PK: Pakistan International Airlines
- PN: Pan American World Airways
- PO: Polar Air Cargo
- PR: Pacific Southwest Airlines
- PR: Philippine Airlines
- PS: Ukraine International Airlines
- PX: Air Niugini

## Q
- Q3: PB Air
- Q5: 40-Mile Air
- QF: Qantas
- QH: Air Florida
- QL: LASER Airlines
- QQ: Alliance Airlines
- QQ: Reno Air (USA)
- QR: Qatar Airways
- QS: Travel Service
- QV: Lao Airlines
- QX: Horizon Air
- QZ: Air Canada Jazz

## R
- R2: Orenburg Airlines
- R4: Russia Airline
- RA: Royal Nepal Airlines Corporation
- RB: Syrian Arab Airlines
- RC: Atlantic Airways
- RE: Aer Arann
- RF: Florida West International Airways
- RG: Varig (Brazilian Airlines)
- RI: Mandala Airlines
- RJ: Royal Jordanian
- RQ: Kam Air
- RN: Air Horizons
- RO: TAROM
- RT: Raptor Airlines

## S
- S2: Air Sahara
- S4: SATA International
- S7: S7 Airlines
- S9: East African Safari Air
- SA: South African Airways
- SC: Shandong Airlines
- SD: Sudan Airways
- SG: Jetsgo
- SH: FlyMe
- SJ: Freedom Air
- SK: Scandinavian Airlines System
- SL: Servisair
- SN: SN Brussels Airlines
- SQ: Singapore Airlines
- SR: Swissair
- SS: Corsairfly
- SU: Aeroflot Russian Airlines
- SV: Saudi Arabian Airlines
- SY: Sun Country Airlines
- SM: Air Cairo,Spot Air

## T
- T3: Eastern Airways
- T4: Hellas Jet
- T5: Turkmenistan Airlines
- T6: 1Time
- T7: Twin Jet
- T9: TransMeridian Airlines
- TA: TACA
- TB: Jetairfly
- TE: Lithuanian Airlines
- TG: Thai Airways International
- TL: Trans Mediterranean Airways
- TK: Turkish Airlines
- TN: Air Tahiti Nui
- TP: Tap Air Portugal
- TQ: Tandem Aero
- TR: Tiger Airways
- TS: Air Transat
- TT: Air Lithuania
- TU: Tunisair
- TW: Trans World (TWA)
- TX: Air Caraibes
- TZ: ATA Airlines

## U
- U2: easyJet
- U4: PMT air
- U5: USA 3000 Airlines
- U6: Ural Airlines
- U8: Armavia
- U9: Tatarstan JSC Aircompany
- UA: United Airlines
- UB: Myanmar Airways
- UF: Ukrainian Mediterrean Airlines
- UL: Sri Lankan
- UM: Air Zimbabwe
- UN: Transaero Airlines
- UO: Hong Kong Express
- UQ: O'Connor Airlines
- US: US Airways
- UU: Air Austral
- UX: Air Europa Lineas Aereas
- UY: Cameroon Airlines

## V
- V3: Carpatair
- V5: Danube Wings
- V7: Air Senegal
- V9: Bashkir Airlines
- VA: Volare Airlines/VIASA (Venezolana Internacional de Avacion)
- VD: Air Liberte
- VF: Valuair
- VG: VLM Airlines
- VH: Aeropostal
- VI: Volga-Dnepr Airlines
- VN: Vietnam Airlines
- VO: Tyrolean Airways
- VP: VASP
- VR: Cape Verde Airlines
- VS: Virgin Atlantic
- VK: Virgin Nigeria Airways
- VV: Aerosvit
- VX: ACES Colombia (Colombia) defunct
- VY: Vueling Airlines
- VZ: MyTravel Airways

## W
- W2: Canadian Western Airlines
- W3: Flyhy Cargo Airlines
- W5: Mahan Air
- W6: Wizz Air
- W8: Cargojet Airways Ltd.
- W9: Sky Service Bvba (UK), Eastwind Airlines, Inc.
- WA: Western Airlines
- WA: KLM Cityhopper
- WC: Islena Airlines
- WD: DAS Air Cargo
- WF: Widerøe
- WH: China Northwest Airlines
- WK: American Falcon, S.A.
- WN: Southwest Airlines
- WO: World Airways
- WS: WestJet (Canada)
- WU: Wizz Air Ukraine
- WV: Swe Fly (Sweden)
- WW: bmibaby Limited
- WX: Cityjet
- WY: Oman Air

## X
- X3: Hapag-Lloyd Express
- X5: Afrique Airlines
- X7: Chitaavia
- XF: Vladivostok Avia
- XJ: Mesaba Airlines
- XK: CCM Airlines
- XM: J-Air
- XO: LTE International Airways
- XQ: SunExpress
- XS: SITA
- XT: KLM exel and Air Exel

## Y
- Y1: Blue Air Transport Aerian
- YK: Air Kibris (Turkish Airlines)
- YL: Yamal Airlines
- YM: Montenegro Airlines
- YS: Régional Compagnie Aerienne Européenne
- YT: Air Togo
- YV: Mesa Airlines
- YW: Air Nostrum
- YX: Midwest Airlines

## Z
- Z4: Zoom Airlines
- ZA: Astair
- ZE: Líneas Aéreas Azteca
- ZI: Aigle Azur
- ZL: Regional Express
- ZN: Air Bourbon
- ZS: Azzurra Air
- ZU: Helios Airways
- ZW: Air Wisconsin